# Saint-Victor-de-Cessieu
Saint-Victor-de-Cessieu este o comună în departamentul Isère din sud-estul Franței. În 2009 avea o populație de 2.130 de locuitori.

## Evoluția populației
| An        | 1975  | 1982  | 1990  | 1999  | 2006  | 2009  |
| --------- | ----- | ----- | ----- | ----- | ----- | ----- |
| Populație | 1.362 | 1.340 | 1.565 | 1.669 | 1.971 | 2.130 |